# 줄리앤 베이커
줄리앤 베이커(Julien Baker, 1995년 9월 29일 ~ )는 미국의 싱어송라이터이다. 록 밴드 포리스터(Forrister)의 구성원이다. 2015년 첫 솔로 정규 앨범 Sprained Ankle 을 발매했다.

## 음반 목록
- Sprained Ankle (2015)
- Turn Out the Lights (2017)
- Little Oblivions (2021)